# Moe Koffman
Morris 'Moe' Koffman (Toronto, 28 december 1928 – Orangeville, 28 maart 2001) was een Canadese jazzmuzikant (saxofoon, fluit), -componist en -arrangeur.

## Biografie
Koffman werd geboren in Toronto uit Joodse immigranten uit Polen. Zijn ouders hadden een winkel met variëteiten. Op 9-jarige leeftijd begon hij zijn muzikale studies in zijn geboortestad, waar hij viool studeerde. Hij studeerde bij Gordon Delamont en studeerde later aan het Toronto Conservatory of Music, nu het Royal Conservatory of Music van Toronto, waar hij een leerling was van Samuel Dolin.
Koffman stopte met school toen hij werk vond in dansbands. In 1950 verhuisde hij naar de Verenigde Staten, waar hij speelde met bigbands, waaronder die van Sonny Dunham en Jimmy Dorsey. In 1955 keerde hij terug naar Toronto, waar hij een kwartet en later een kwintet formeerde. In 1957 nam hij Swinging Shepherd Blues op, waarmee hij zijn reputatie als fluitist vestigde. Swinging Shepherd Blues was een hit in de Verenigde Staten en bereikte #23 in de Billboard-hitlijst. Koffman werd geïnspireerd door Rahsaan Roland Kirk om meerdere instrumenten tegelijk te bespelen en had een aangepaste set riemen om een tenor- en een altsaxofoon vast te houden, zodat hij ongelooflijke akkoorden kon voortbrengen en tegelijkertijd kon improviseren. Als een van de bekendere sessiemuzikanten in Toronto, trad hij op in talloze commercials, achtergrondmuziek en film- en tv-soundtracks. Het meeste werk aan basfluit in Canadese soundtracks van 1950 tot 1990 in Toronto-sessies werd door Koffman op dit zeldzame instrument gedaan. Koffman was ook een exponent van circulaire ademhalingstechnieken voor zijn grote geluidsvolumes en voegde zich bij de Canadese Maynard Ferguson en de new age multi-instrumentalist Ron Allen in dit talent.
In de jaren 1970 nam Koffman verschillende albums op met arrangementen van werken van klassieke componisten, waaronder Bach, Mozart en Vivaldi. De albums zijn uitgebracht door GRT Canada en later door Universal Records. Hij was ook gastartiest bij een aantal symfonieorkesten in heel Canada. Hij trad op met Dizzy Gillespie en Peter Appleyard in de jaren 1980 en bleef ook optreden als frontman van het Moe Koffman Quintet. Hij trad vaak op met Boss Brass van Rob McConnell. Van 1956 tot 1990 boekte Koffman artiesten voor Georges Spaghetti House in Toronto, waar hij wekelijks optrad. Zijn composities Curried Soul en Koff Drops worden sinds 1972 gebruikt als respectievelijk het openen en sluiten van de CBC-radioshow As It Happens. Hij werd in 1993 benoemd tot lid van de Order of Canada en in 1997 opgenomen in de Canadian Music Hall of Fame. 

## Overlijden
Bij Koffman werd in 2000 de diagnose non-hodgkinlymfoom gesteld en hij overleed in maart 2001 op 72-jarige leeftijd in Orangeville, Ontario aan kanker. In 2002 ontving Moe Koffman een MasterWorks-onderscheiding van de Audio-Visual Preservation Trust of Canada. Een deel van Koffmans muziek voor Duke Street Records was niet uitgebracht op het moment van zijn dood. Music for the Night werd uitgebracht en opnieuw uitgegeven in 2007 en Devil's Brew werd opnieuw uitgegeven in 2009.

## Discografie

### Singles
- Pixies Three
- Swinging Shepherd Blues

### Lp's
- 1957: Cool And Hot Sax (Jubilee)
- 1958: The Shepherd Swings Again (Jubilee)
- 1962: Moe Koffman The Swinging Shepherd Plays For Teens (Ascot)
- 1962: Tales Of Koffman (UA)
- 1963: The Moe Koffman Quartet (CTA)
- 1967: Moe Koffman (Universal)
- 1967: 1967 (Just A Memory)
- 1967: Moe Koffman Quartet (CBC/RCI)
- 1967: Moe Koffman Goes Electric (Jubilee)
- 1968: Turned On Moe Koffman (Jubilee)
- 1969: Moe's Curried Soul met Doug Riley & Lenny Breau (Revolver)
- 1971: Moe Koffman Plays Bach (GRT)
- 1972: The Four Seasons (GRT)
- 1974: Master Session (GRT)
- 1974: Solar Explorations (GRT)
- 1975: Swinging Shepherd (Universal)
- 1975: Live at George's (GRT)
- 1976: Jungle Man (GRT)
- 1977: Museum Pieces (Janus)
- 1978: Things Are Looking Up (GRT)
- 1979: Back To Bach (Anthem)
- 1980: Project (Universal)
- 1986: Moe-Mentum (Universal)
- 1986: One Moe Time (Duke)
- 1989: Oop.Pop.A.Da featuring Dizzy Gillespie (Universal)
- 1990: Moe Koffman Quintet Plays (Duke Street Records)
- 1991: Music for the Night gearrangeerd door Doug Riley (Universal)
- 1993: Collection (Universal)
- 1996: Devil's Brew (Universal)

Met the Ron Collier Orchestra featuring Duke Ellington
- 1967, 1969: North of the Border in Canada (Decca)

- Biblioteca Nacional de España: XX5054805
- Gemeinsame Normdatei: 135092450
- International Standard Name Identifier: 0000 0001 1679 1626
- Library of Congress Control Number: no98033781
- MusicBrainz: a4ca5651-ec66-4410-bb67-527dbcc0edb8
- Nationale Bibliotheek van Israël: 987007315233505171
- LIBRIS: 213426
- SNAC: w64t6zgg
- Virtual International Authority File: 79959634
- WorldCat: E39PBJqfDgxcqQjxw9VdvvkkXd